# Obraćenje svetoga Pavla
Obraćenje svetoga Pavla (apostola), blagdan je u Katoličkoj Crkvi koji se slavi 25. siječnja. Njime se obilježava Pavlovo obraćenje na putu za Damask, kojim je od progonitelja kršćana i sam postao kršćaninom, apostolom i navjestiteljem Evanđelja. Blagdanom završava Molitvena osmina za jedinstvo kršćana. 
Slavi se u vremenu kroz godinu liturgijske godine. Boja liturgijskoga ruha je bijela. Crkva u liturgiji donosi novozavjetne odlomke o Pavlovu obraćenju, čitanja iz Djela apostolskih (Dj 22,3-16 ili Dj 9,1-22). Glavna liturgijska misao je iz otpjevnoga Psalma 117: „Pođite/Idite po svem svijetu, propovijedajte Evanđelje!”, koje donosi i Evanđelje po Marku (Mk 16,15-18).
Uz obraćenje sv. Pavla, slavi se i spomendan dominikanca i mistika bl. Henrika Suze.

## Vanjske poveznice
|  | Wikizvor ima izvorni tekst Himan o blagdanu Obraćenja svetoga Pavla |